# سرخنغ (قهستان)
سرخنغ (بالفارسية: سرخنگ) هي مستوطنة تقع في إيران في قسم قهستان الريفي. يقدر عدد سكانها بـ 129 نسمة بحسب إحصاء 2016.